# Benedetto Croce
Pour les articles homonymes, voir Croce.
Benedetto Croce , né le 25 février 1866 à Pescasseroli dans la province de L'Aquila et mort le 20 novembre 1952 à Naples, est un philosophe, historien, écrivain et homme politique italien, refondateur du Parti libéral italien en 1943.

## Biographie
Continuateur de la pensée de Hegel, influencé par Antonio Labriola, mais proche également de Giambattista Vico et de Wilhelm von Humboldt, Croce a, dans un premier temps, soutenu le gouvernement fasciste italien de Mussolini arrivé au pouvoir en 1922. Il semble que ce soit l’assassinat par le Parti fasciste et les Chemises noires du socialiste Giacomo Matteotti en juin 1924 qui  a provoqué un revirement dans le soutien de Croce à Mussolini. Il s'oppose dès lors au fascisme, et, de fait, à l'engagement de son ancien collaborateur Giovanni Gentile. Il rédige en 1925 le Manifeste des intellectuels antifascistes, en réponse au Manifeste des intellectuels fascistes de Gentile, publié peu auparavant. Son opposition opiniâtre au naturalisme et au scientisme positiviste l'amène très tôt à condamner la pensée raciale et les différentes formes du racisme. Les thèmes principaux de son œuvre sont l'esthétique et la philosophie de l'histoire (dite aussi historicisme). Il rapprocha l'esthétique de la philosophie du langage et le néo-hégélianisme.
En politique, Benedetto Croce est ministre de l'Instruction publique en 1920-1921 dans le cabinet du libéral Giovanni Giolitti, ministre sans portefeuille des gouvernements du Comité de libération nationale, en 1944, et, devenu président du Parti libéral italien par lui fondé au lendemain de la Seconde Guerre mondiale, il est élu à l'Assemblée constituante de la République italienne (25 juin 1946 - 31 janvier 1948).
Benedetto Croce était membre étranger de l'Académie roumaine et membre de l'Académie des Lyncéens.

## Point de vue sur l’histoire, l’évolution des sociétés et de l’Europe
Croce considère que concevoir l’histoire comme une science « est une farce ». Pour lui, au contraire, « l’histoire est toujours contemporaine » au sens où l'historien relit toujours l’histoire à l’aune du temps présent.
Néanmoins, à la suite d’Hegel, il concevait l’histoire comme un « progrès dans la conscience de la liberté », tout en rejetant l’idée d’Hegel selon laquelle l’histoire dans son ensemble se développe selon la loi de la dialectique. Croce épousait l'idée selon laquelle l'histoire se rapproche plutôt d’une forme de condensation d’événements, d’interprétation narrative. Croce est un des pères de l'historiographie narrative. Dans son histoire de l’Europe du XIXe siècle, il crée un monument à sa conception de la liberté, influencé par le Risorgimento italien, une « religion de la liberté » laïque. Croce est un des premiers défenseurs de l'idée européenne. Il voit les histoires nationales comme ancrées dans l’histoire des mouvements de liberté occidentaux plus globaux. Cependant, il restait méfiant à l’égard « du peuple » et de la démocratie égalitaire. Il est culturellement aristocratique.

## Croce vu par Antonio Gramsci
Le philosophe et homme politique Antonio Gramsci a écrit ses célèbres Cahiers de prison durant sa détention. Ces cahiers sont au nombre de 29. Le cahier no 10, écrit de 1932 à 1935, est entièrement consacré à « La philosophie de Benedetto Croce » (titre du cahier).

### Ouvrages de Benedetto Croce
Benedetto Croce a écrit de nombreux ouvrages et essais, en philosophie, historiographie, histoire, littérature, etc. Quelques œuvres ont été traduites et publiées en français.
- Benedetto Croce, Essais d'esthétique : textes choisis, trad. et présentés par Gilles A. Tiberghien, Paris, Gallimard, 1991 (Collection Tel, 184)  (ISBN 2-07-072297-X) (Contient La critique et l'historiographie artistique et littéraire et L'Histoire de l'esthétique, p. 72-75  et 75-83).
- Benedetto Croce, 1994, Histoire de l'Europe au XIXe siècle, Folio Essais, 464 p. (trad. H. Bédarida)
- Benedetto Croce, 1981, Matérialisme Historique et Economie marxiste. Essais critiques. Trad. A. Bonnet, 1901, Slatkin
- Benedetto Croce, Carlo Rosselli, Piero Gobetti, Luigi Einaudi, Manifeste des Intellectuels antifascistes, 1925.
- Benedetto Croce, Théorie et histoire de l'historiographie (Titre de l'original : Teoria e storia della storiografia), Trad. de l'italien par Alain Dufour, Genève, Librairie Droz, 1968.

### Ouvrages et articles sur Benedetto Croce
- Antonio Gramsci, Cahiers de prison no 10, 1932-1935, éditions Gallimard, collection Bibliothèque de philosophie, Cahiers de prison n°10, 11, 12 et 13, traduction de l'italien par Paolo Fulchignoni, Gérard Granel et Nino Negri, première édition : avril 1978, réédition : juillet 2015  (ISBN 978-2-07-029719-1).
- Carlo Ginzburg, Un seul témoin, éditions Bayard, Paris, 2007.
- Marco Vanzulli, « Benedetto Croce et la tradition de l’hégélianisme napolitain », Archives de Philosophie, 2017/3 (Tome 80), p. 491-504.

#### Bases de données et dictionnaires
- Ressources relatives à la recherche :   - Dialnet
  - Dictionary of Art Historians
  - Encyclopædia Herder
  - Internet Philosophy Ontology
  - Persée
- Ressources relatives à la vie publique :   - Chambre des députés
  - Portail historique de la Chambre des députés
  - Sénat du royaume d'Italie
- Ressources relatives aux beaux-arts :   - Grove Art Online
  - Union List of Artist Names
- Ressources relatives à la musique :   - Discogs
  - Grove Music Online
- Ressource relative à la littérature :   - Internet Speculative Fiction Database
- Notices dans des dictionnaires ou encyclopédies généralistes :   - Biografisch Portaal van Nederland
  - Britannica
  - Brockhaus
  - Den Store Danske Encyklopædi
  - Deutsche Biographie
  - Dizionario biografico degli italiani
  - Dizionario di Storia
  - Enciclopedia italiana
  - Gran Enciclopèdia Catalana
  - Hrvatska Enciklopedija
  - Internetowa encyklopedia PWN
  - Nationalencyklopedin
  - Munzinger
  - Proleksis enciklopedija
  - Store norske leksikon
  - Treccani
  - Universalis
  - Visuotinė lietuvių enciklopedija
- Notices d'autorité :   - VIAF
  - ISNI
  - BnF (données)
  - IdRef
  - LCCN
  - GND
  - Italie
  - Japon
  - CiNii
  - Espagne
  - Belgique
  - Pays-Bas
  - Pologne
  - Israël
  - NUKAT
  - Catalogne
  - Suède
  - Vatican
  - WorldCat